# Manuel Tallafé
Manuel Tallafé (Cádiz, 5 de julio de 1963) es un actor español. Artista polifacético, es además cómico, cantante (ganó con su primer disco el premio ImaginaRock) y colaborador en programas de televisión y radio,  también escribe , dirige y produce Jaén Cazorla Experience, cortometraje con el que gana el premio R.T.V.A  al mejor proyecto audiovisual . Como actor participado en más de 35 Películas ,las brujas de zugarramurdi balada triste de trompeta , los Mánagers .y más de una treintena de series de TV , Plutón BRB Nero. Cámara Café, hermanos y detectives, servir y proteger, Víctor Ros, Brigada costa del Sol, entre sus últimos trabajos en series, Entrevías de éxito internacional en Netflix y 30 Monedas, HBO  .
Ha participado en 11 películas del director bilbaíno Álex de la Iglesia. En teatro protagonizo y coprodujo Dos Hombres, sin destino ,escrita y dirigida por Pepón Montero y Juan Maidagan  reciente mente protagonizó Éxito comedia de Tirso Calero en el Teatro Marquina de Madrid.

## Filmografía
- Los resucitados (1995) como Conde Orloff
- El día de la bestia (1995) como  Guardia entrañable.
- Airbag (1997) como sicario de Pazos.
- Torrente, el brazo tonto de la ley (1998) como "El Mudo".
- Muertos de risa (1999)
- 800 balas (2002) como Manuel.
- Torrente 2: misión en Marbella (2002) como Amigo del anti-Fary.
- Crimen ferpecto (2004) como Vendedor Fracasado.
- Di que sí
- Ellos robaron la picha de Hitler (2006) como doctor Weissman.
- Los managers (2006) como Rena.
- Alatriste (2006) como soldado.
- Balada triste de trompeta (2010) como Ramiro.
- La chispa de la vida (2011) como Claudio.
- La Hermandad (2011) como Hermano Abelardo.
- Las brujas de Zugarramurdi (2013) como Señor de Badajoz.
- Mortadelo y Filemón contra Jimmy el Cachondo (2014) como Trini.
- Desmadre incluido (2023), como Alonso de Guzmán y Zúñiga.

## Televisión
- Los ladrones van a la oficina, como periodista (1995)
- Yo soy Bea como Drake.
- Hermanos y detectives.
- Camera Café como Paco "El brasas".
- Plutón B.R.B. Nero como Wollensky.
- Aquí no hay quien viva como camello.
- Doctor Mateo
- La que se avecina como matón Ginés.
- Aída como "el Vinilo".
- Los misterios de Laura como hermano Remigio.
- Víctor Ros como "el Zíngaro".
- Amar es para siempre, como Rafael, el patriarca
- Ofú: oficina del usuario, como reportero de quejas.
- Allí abajo, como inspector de hacienda.
- Servir y proteger, como Manolo Sotillo Torrezno "El Algecireño" (2017)
- 30 monedas, como Enrique (2020-2021)
- Entrevías, como Pepe (2021-2024)